# Powiat Będziński
Der Powiat Będziński ist ein Powiat (Kreis) in der Woiwodschaft Schlesien in Polen. Der Powiat hat eine Fläche von 368 km², auf der etwa 148.500 Einwohner leben. Er liegt im Dombrowaer Kohlebecken, des kleinpolnischen Teils des oberschlesischen Steinkohlenreviers.

## Geschichte

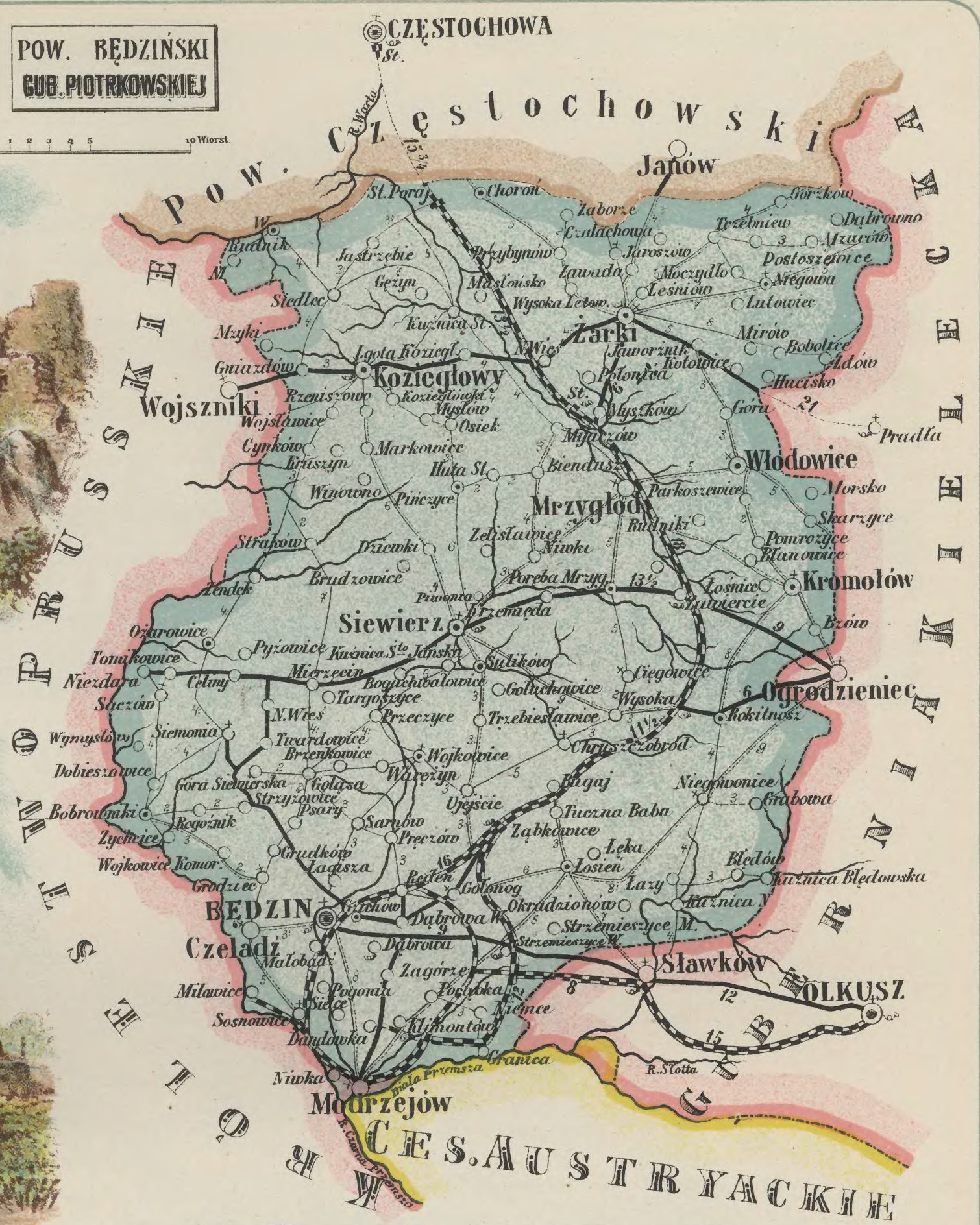
Powiat Będziński in 1907, in den Grenzen aus 1867–1914

Der heutige Powiat existiert seit dem 1. Januar 1999, hat aber eine lange Tradition. Dieser Verwaltungsbezirk wurde im Jahre 1866 nach der Niederschlagung des Januaraufstands durch gesetzliche Anordnung aus dem Powiat Olkuski herausgelöst und gehörte zum neugebildeten Gouvernement Petrikau. Damals bestand er aus einer Stadtgemeinde (Będzin) und aus 18 Landgemeinden, und er lag in einer Gegend, die aus 213 Dörfern bestand, nachdem 8 Städten das Stadtrecht aberkannt wurde. Dieser älteste Verwaltungsbezirk war der größte in der gesamten Geschichte des Landkreises, er umfasste nach geringfügigen Korrekturen im Jahre 1890 1390,6 km² und er zählte über 800 Tausend Einwohner. Er war eine der stärker industrialisierten Regionen am Rande des Russischen Reiches und grenzte im Norden an den Powiat Częstochowski, im Osten an die Landkreise Oszczowski und Olkusz, im Süden am Bezirk Chrzanów im österreichischen Reich und im Westen an das preußische Königreich.
Die zweite Hälfte des 19. Jahrhunderts war für Będzin ein Glücksfall, weil dort das Landratsamt (heute Landgericht) eingerichtet wurde. Diese schnelle Entwicklung wurde durch den Ersten Weltkrieg unterbrochen, das gesamte Bassin wurde während des Krieges in eine deutsche und eine österreichische Besatzungszone aufgeteilt. In der wiedererrichteten Republik Polen hatte der großräumige Verwaltungsbezirk Będzin in der Woiwodschaft Kielce keine Lebensberechtigung mehr und wurde stattdessen auf die drei Powiats Będziński, Powiat Zawierciański (1927) und Powiat Myszkowski (1956) aufgeteilt.
Dieser Verwaltungsbezirk umfasste vier Städte im Zentrum des Bassins d. h. Będzin, Czeladź, Dąbrowa Górnicza und Sosnowiec, das im Jahre 1928 unabhängig wurde. Das Gebiet des Landkreises umfasste im Jahre 1928 485 km² und zählte fast 360 Tausend Einwohner. Bis zum Jahr 1939 wurden die Gemeinden Bobrowniki, Grodziec, Łagisza, Ożarowice, Zagórze, Olkusko – Siewierska (Strzemieszyce Wielkie), Niwka, Łosień und Wojkowice Kościelne eingegliedert. In der Zeit der Sanacja gab es kontroverse Pläne der Angliederung des Powiats an die Woiwodschaft Schlesien.
Die Grenzen der Verwaltungsbezirke wurden während der Nazi-Besetzung nicht geändert, der Powiat wurde jedoch in Landkreis Bendsburg umbenannt und dem Regierungsbezirk Kattowitz zugeordnet. Dessen Kreisgrenzen wurden auch nach Kriegsende beibehalten, der Powiat wurde jedoch der neugebildeten Woiwodschaft Schlesien angeschlossen und blieb in der „schlesischen“ Woiwodschaft Katowice.
Im Jahr 1948 wurde auch die Stadt Będzin zum Stadtkreis erhoben. In dieser Zeit wurde der Landkreis auf 360 km² verkleinert, vor allem zugunsten der Stadt Dąbrowa Górnicza.
Der Powiat bestand im Jahre 1975 aus 9 Städten, 1 Siedlung und 14 Gruppen. Im Zuge der Verwaltungsreform von 1975 wurde der Landkreis aufgelöst, Będzin blieb jedoch insbesondere für die Gemeinden im Norden der Stadt ein Zentrum. Die meisten Behörden wurden in sogenannten Regionen konzentriert, deren Amtsbereich oft die alten Kreisgrenzen umfasste. Der im Jahre 1999 wiedererrichtete Powiat erhielt völlig neue Kreisgrenzen, er verlor die historischen Gebiete um Ożarowice zugunsten des oberschlesischen Powiats Tarnogórski, schloss jedoch die nahegelegene Stadt Siewierz ein.

## Gemeinden

Karte des Powiats

Der Powiat umfasst vier Stadtgemeinden (gmina miejska), eine Stadt-und-Land-Gemeinde (gmina miejsko-wiejska) und drei Landgemeinden (gmina wiejska):

### Stadtgemeinden
- Będzin (Bendzin)
- Czeladź
- Sławków
- Wojkowice (Woikowize)

### Stadt-und-Land-Gemeinde
- Siewierz (Sewerien)

### Landgemeinden
- Bobrowniki
- Mierzęcice
- Psary

## Politik
Die Kreisverwaltung wird von einem Starosten geleitet. Seit 2019 war dies Arkadiusz Watuła  (PiS), der dann von Sebastian Szaleniec (SLD) abgelöst wurde.

### Kreistag
Der Kreistag besteht aus 25 Mitgliedern (bis 2024: 27), die von der Bevölkerung gewählt werden. Die turnusmäßige Wahl 2024 brachte folgendes Ergebnis:
- Koalicja Obywatelska (KO) 27,1 % der Stimmen, 7 Sitze
- Wahlkomitee „Gemeinsam für den Powiat Będziński“ 25,0 % der Stimmen, 6 Sitze
- Lewica 22,5 % der Stimmen, 7 Sitze
- Prawo i Sprawiedliwość (PiS) 21,1 % der Stimmen, 5 Sitze
- Unabhängige lokale Verwaltungen und Nowa Nadzieja 4,4 % der Stimmen, kein Sitz

Die turnusmäßige Wahl 2018 brachte folgendes Ergebnis:
- Sojusz Lewicy Demokratycznej / Lewica Razem (Razem) 26,5 % der Stimmen, 9 Sitze
- Wahlkomitee „Gemeinsam für den Powiat Będziński“ 25,7 % der Stimmen, 8 Sitze
- Prawo i Sprawiedliwość (PiS) 21,1 % der Stimmen, 6 Sitze
- Wahlkomitee Marcin Lazar 11,9 % der Stimmen, 3 Sitze
- Wahlkomitee „Entwicklung des Bezirks“ 8,6 % der Stimmen, 1 Sitz
- Kukiz’15 6,2 % der Stimmen, kein Sitz